# Marjino (rejon poczinkowski)
Marjino (ros. Марьино) – wieś (ros. деревня, trb. dieriewnia) w zachodniej Rosji, w osiedlu wiejskim Leninskoje rejonu poczinkowskiego w obwodzie smoleńskim.

## Geografia
Miejscowość położona jest 11,5 km od drogi federalnej R120 (Orzeł – Briańsk – Smoleńsk – Witebsk), 13 km od centrum administracyjnego osiedla wiejskiego (Łuczesa), 18 km od centrum administracyjnego rejonu (Poczinok), 65 km od stolicy obwodu (Smoleńsk).

## Demografia
W 2010 r. miejscowość zamieszkiwało 185 osób.